# Football Club Pro Vasto 2008-2009
Questa pagina raccoglie le informazioni riguardanti il Football Club Pro Vasto nelle competizioni ufficiali della stagione 2008-2009.

## Risultati

### Serie D

#### Poule scudetto
| 24 maggio 2009 Turno preliminare - 1 giornata | Pro Vasto | 2 – 1 | Lucchese |  |

| 31 maggio 2009 Turno preliminare - 3 giornata | Crociati Noceto | 4 – 4 | Pro Vasto |  |

| 7 giugno 2009 Semifinale - Andata | Pro Vasto | 4 – 2 | Sacilese |  |

| 13 giugno 2009 Semifinale - Finale | Sacilese | 2 – 2 | Pro Vasto |  |

| Aprilia 20 giugno 2009, ore 20:30 Finale | Pro Vasto                                      | 3 – 0 | Siracusa | Stadio Quinto Ricci (2.000 spett.)\| Arbitri: \| Fabbri (Ravenna) Atta Alla (Roma) Manzo (Como) \| |
| Arbitri:                                 | Fabbri (Ravenna) Atta Alla (Roma) Manzo (Como) |       |          | |